# Étienne Agard Dechamps
Pour les articles homonymes, voir Deschamps.
Étienne Agard Dechamps (parfois de Champs), né le 2 septembre 1613 à Bourges et mort le 31 juillet 1711 à Paris,  est un théologien jésuite, polémiste contre les jansénistes.

## Biographie
Il entre au noviciat le 16 septembre 1630. Il est professeur de rhétorique, de philosophie et de théologie à Paris, il écrit de pièces de théâtre pour le Collège de Clermont à Paris. Il est ensuite recteur à Rennes et à Paris, provincial de France et de Lyon,  et confesseur du Grand Condé. Il est passé à la postérité pour ses écrits contre les jansénistes. 

## Œuvres principales
- Eminentissimo cardinali duci de Richelieu, Asmundum et Asvitum tragoediam dabunt convictores Collegii Claromontani Societatis Jesu, 1641[1].
- Le secret du Jansénisme découvert et réfuté par un Docteur Catholique, 1651[2].
- La secrète politique des jansénistes et l'estat présent de la Sorbonne de Paris, 1667[3].
- Tradition de l'Église catholique et de l'Église des hérétiques du dernier siècle : sur la doctrine de Jansénius touchant le libre arbitre et la grâce, 1688[4].